# Arquitetura Maru-Gurjara
Arquitetura Māru-Gurjara ou estilo Solaṅkī, é o estilo de arquitetura dos templos das Índias Ocidentais que teve origem no Gujarat e Rajasthan do século XI ao XIII, sob a dinastia Chaulukya (também chamada dinastia Solaṅkī). Embora tenha tido origem como um estilo regional na arquitetura dos templos hindus, tornou-se especialmente popular nos templos jainas e, principalmente sob o patrocínio jaina, espalhou-se posteriormente por toda a Índia e, mais tarde, pelas comunidades da diáspora de todo o mundo. 
No exterior, o estilo da arquitetura Māru-Gurjara distingue-se de outros estilos de templos do norte da Índia do período, "pelo facto de as paredes exteriores dos templos terem sido estruturadas por um número crescente de saliências e reentrâncias, acomodando estátuas esculpidas em nichos. Estas são normalmente posicionadas em registos sobrepostos, acima das faixas inferiores de molduras. Estas últimas exibem fileiras contínuas de cavaleiros, elefantes e kīrttimukhas. Quase nenhum segmento da superfície está sem adornos." A torre principal shikhara tem geralmente muitas torres subsidiárias urushringa, e duas entradas laterais mais pequenas com pórticos são comuns em templos maiores.

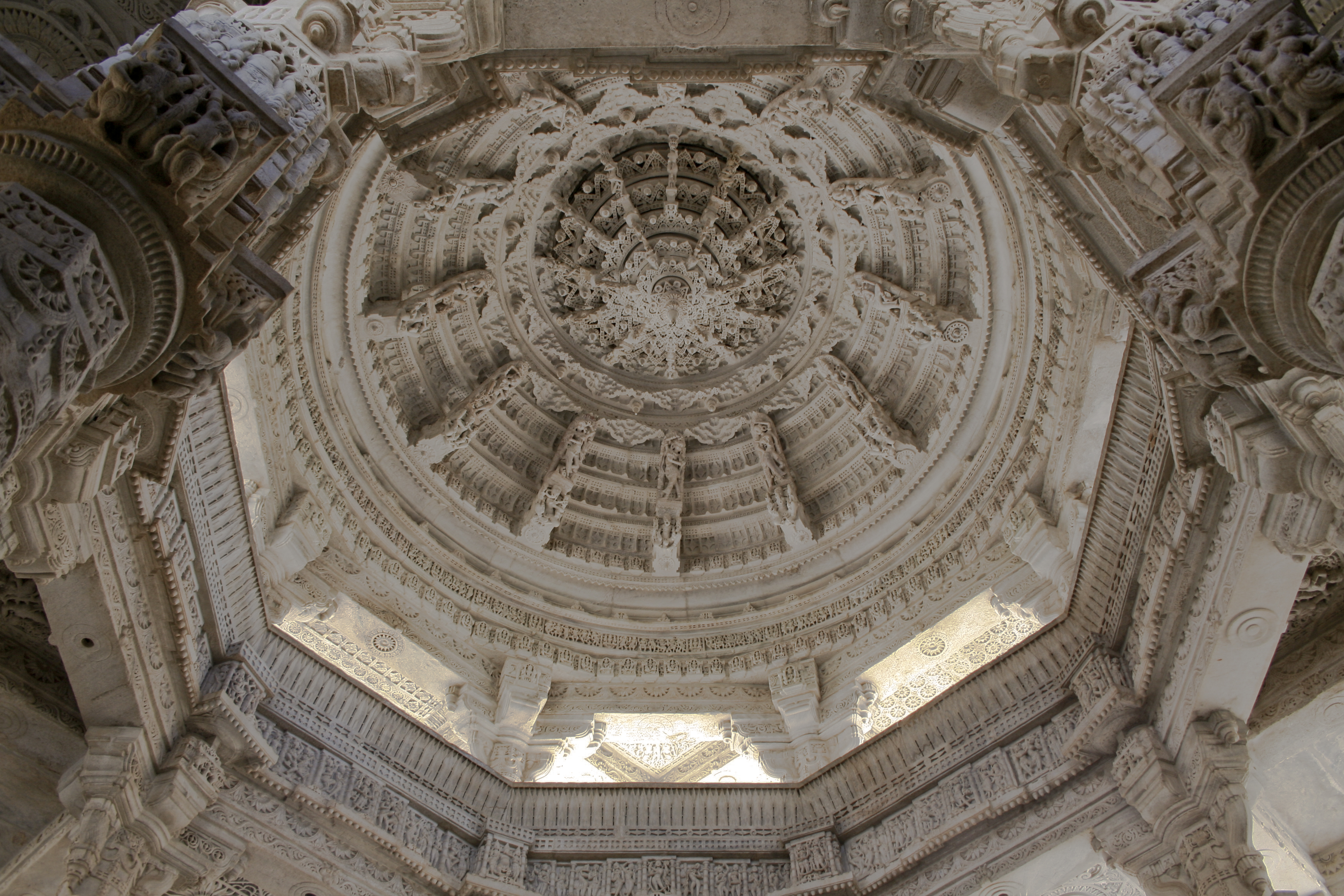
Teto de mandapa no Templo Jainista de Ranakpur

Os interiores são, se possível, ainda mais sumptuosamente decorados, com entalhes elaborados na maioria das superfícies. Em particular, os templos jainas têm pequenas cúpulas baixas esculpidas internamente com um desenho de roseta altamente intrincado. Outra característica distintiva são os elementos em forma de arco segmentar ("voador") entre os pilares, tocando a viga horizontal acima no centro, e elaboradamente esculpidos. Estes não têm qualquer função estrutural e são puramente decorativos. O estilo desenvolveu grandes salões com pilares, muitos abertos nas laterais; os templos jainas possuem geralmente um salão fechado e dois salões com pilares em sequência no eixo principal que conduz ao santuário.

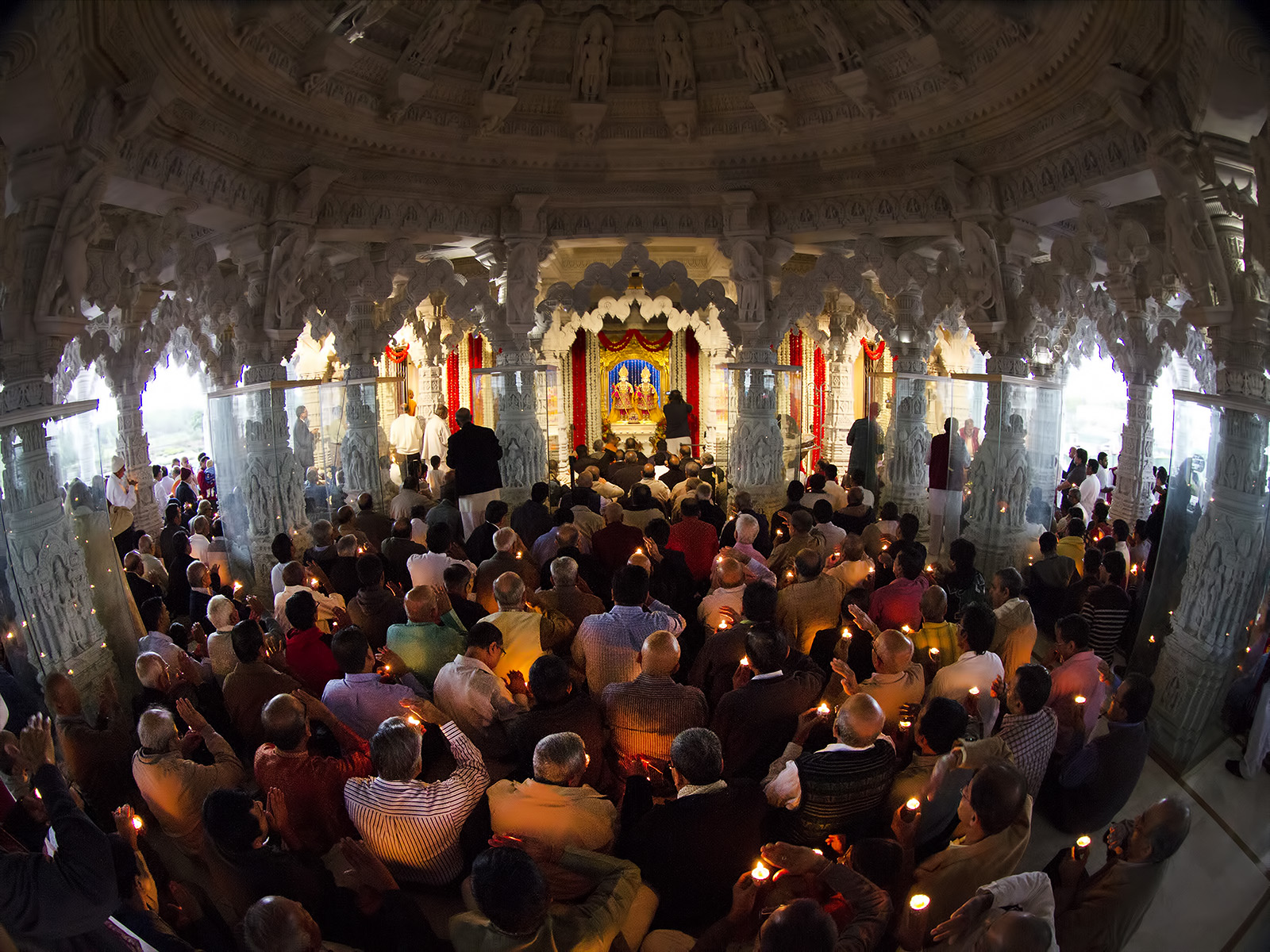
Devoções no Swaminarayan templo em Houston, Texas (2004)

O estilo caiu em desuso em grande parte dos templos hindus nas suas regiões originais por volta do século XIII, especialmente porque a área tinha caído nas mãos do Sultanato de Deli muçulmano em 1298. Mas, invulgar para um estilo de templo indiano, continuou a ser utilizado pelos jainas locais e noutros locais, com um notável "renascimento" no século XV.  Desde então, continuou em uso nos templos jainas e hindus e, a partir do século XX, espalhou-se para os templos construídos fora da Índia. Estes incluem muitos grandes templos construídos pela tradição Hindu Swaminarayan, sendo o templo de Neasden em Londres (1995) um exemplo antigo, e outros mais pequenos construídos pela diáspora jainista, como o templo jainista, Antuérpia, Bélgica (concluído em 2010), e templos em Potters Bar e Leicester em Inglaterra. 

## Origem do nome
O nome do estilo Māru-Gurjara é uma invenção do século XX; anteriormente, e ainda por muitos, era chamado "estilo Solanki".  O antigo nome do Rajastão era Marudesh, enquanto o Guzerate era chamado Gurjaratra. O termo "Māru-Gurjara" foi cunhado pelo historiador de arte e arquitetura Madhusudan Dhaky, que também cunhou os termos "Surāṣṭra", "Mahā-Māru" e "Mahā-Gurjara" para descrever outros estilos históricos da arquitetura da Índia Ocidental. O estilo Māru-Gurjara é uma síntese do estilo Mahā-Māru da região de Marwar no Rajastão e do estilo Mahā-Gurjara de Gujarat. No entanto, Hegewald sugere que "Esta mudança de terminologia parece ter sido sugerida pela primeira vez por A. Ghosh durante um simpósio em Deli em 1967". Ela observa que a mudança foi uma "tentativa de evitar termos dinásticos" e que tanto "Māru-Gurjara" como "Maru-Gurjara" são utilizados por escritores diferentes, e que a comunidade jainista continua a chamar ao estilo "Solanki". 

## Development

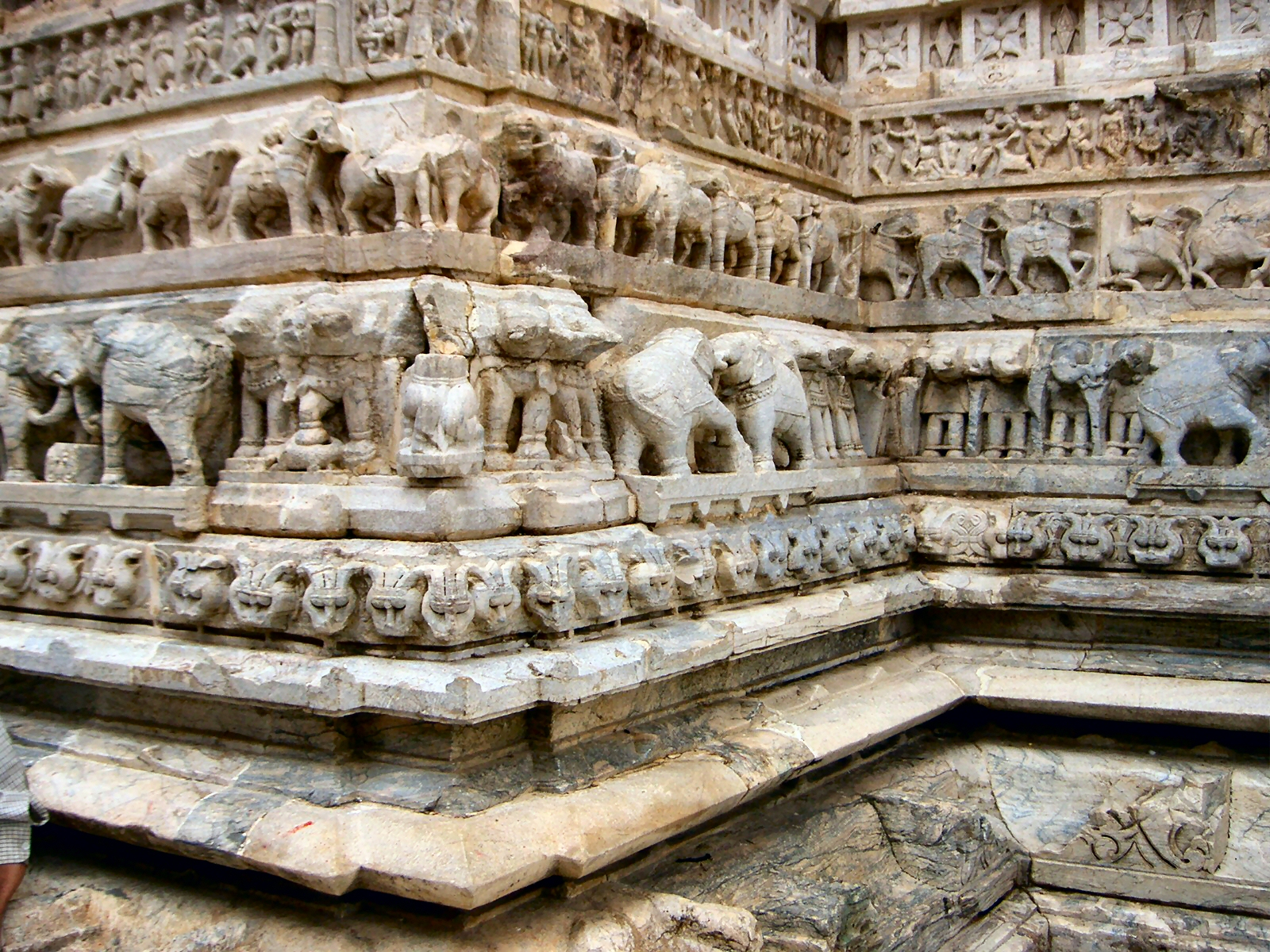
Faixas de relevo na parede base do Templo Jagdish (Udaipur), construído por Maharana Jagat Singh I em 1651

O estilo desenvolveu-se a partir do das dinastias anteriores aos Solanki, principalmente a Dinastia Gurjara-Pratihara, e das dinastias locais abaixo desta. Os monumentos mais famosos deste período são o Grupo de Monumentos Khajuraho construído sob a dinastia Chandela entre 950 e 1050. Estes são famosos pelos seus relevos eróticos. Muitas das características gerais deste estilo anterior são continuadas no estilo Māru-Gurjara. Os primórdios do novo estilo podem ser vistos no pequeno templo Ambika Mata em Jagat, no Rajastão. A inscrição mais antiga regista aqui um reparo em 961 (muito antes da chegada dos Solankis ao poder).  Para George Mitchell, no templo de Jagat (e noutros que cita), "o estilo Pratihara estava totalmente evoluído na sua expressão da Índia Ocidental".

### Primeiros templos hindus
O templo Somnath, dedicado a Shiva, era o mais famoso do Gujarat, mas foi em grande parte destruído pelo governante Ghaznavid Mahmud num ataque em 1024–1025 d.C. Foi então reconstruído, mas saqueado novamente quando o Sultanato de Deli conquistou a área no final do século XIII.  As ruínas foram recentemente restauradas e reconstruídas no que se pretende chamar o estilo Solanki.
O Templo do Sol (Modhera), no Guzerate, foi construído entre 1026 e 1027 d.C., logo após o ataque de Mahmud. A shikhara desapareceu, mas os níveis inferiores estão bem preservados, e existe um grande tanque poço em degraus do mesmo período em frente ao templo. Existe um grande mandapa separado entre o edifício principal do santuário e o tanque, que é um pouco posterior. A escultura de todas as partes é "extremamente exuberante e requintadamente refinada na representação dos detalhes". 
O Templo Rudra Mahalaya era um grande complexo no Siddhpur Gujarat, em grande parte destruído sob o domínio muçulmano. O templo principal estava rodeado por uma série de santuários subsidiários (parcialmente sobreviventes como mesquita), e os pórticos, partes dos quais ainda existem, e uma "torana" independente eram excepcionalmente grandiosos. O mandapa tinha três andares. Foi concluído em 1140, encerrando um longo período de construção.  Dois grupos de templos mais pequenos em ruínas de data semelhante são os dois templos Rama Lakshamana, Baradia e os cinco templos Kiradu; Ambos têm os seus andares mais baixos praticamente intactos, e alguns do grupo Kiradu conservam parte dos seus shikharas. 
O Rani ki vav ("Poço das Escadas da Rainha", provavelmente 1063–1083) é um poço de degraus muito grandioso em Patan (Gujarat), antiga capital de Chaulukya. Com uma forma e função arquitetónicas muito diferentes, "em toda a extensão, a ornamentação dos elementos arquitetónicos é sumptuosa" no estilo de templo contemporâneo, incluindo muitas figuras hindus. Outro exemplo fora do templo é a torre Kirti Stambha de 80 pés no Forte de Chittor, Rajastão, construída para um comerciante jainista, principalmente no início do século XIII, com o pavilhão no topo Restauração do século XV.